# المجلة الأوروبية للقانون الدولي
الجريدة الأوروبية للقانون الدولي هي مجلة قانونية تصدر كل ثلاثة أشهر تُغطي القانون الدولي في مجموعة من الفروع النظرية والعلمية. كما تغطي أيضًا العلاقة بين قانون الاتحاد الأوروبي والقانون الدولي. تأسست الجريدة سنة 1990 مِن قِبَل مجموعة من الدارسين في مقر European University Institute، وجامعات في فلورنسا وميونخ، وجامعة القانون في ميشيغان. وكانت تُصدر باللغتين: الفرنسية والإنجليزية ولكنها تُنشر الآن بالإنجليزية فقط. يقتصر المحتوى الجديد علي المشتركين، ولكن ستُصبح متوفرة للجميع بعد 12 شهراً. إن المحتوى الكامل للمقالة وكل مراجعات المقالات والكتب من العام الجاري سيُتاحوا عبر شبكة الإنترنت بالمجان. تُنشرها دار نشر جامعة أكسفورد ورئيس التحرير:  Joseph H. H. Weiler (كلية القانون بجامعة نيويورك). ووفقاً لـJournal Citation Reports، كان للجريدة عامل التأثير في 2014، وتُصنف في المرتبة 51 من أصل 140 جريدة تحت فئة «القانون» والمرتبة 29 من أصل 85 جريدة تحت فئة «العلاقات الدولية». 

## روابط إضافية
- الموقع الرسمي